# Годжра
Годжра (пенджаб. گوجرا; урду گوجرہ) — адміністративна столиця техсілю Годжра і місто в окрузі Тоба-Тек-Сінгх, провінції Пенджаб в Пакистані.
Годжра знаходиться за 50 кілометрів (31 миль) від Фейсалабаду, за 170 кілометрів (110 миль) від Лахора і за 20 миль (32 км) на північ від Тоба-Тек-Сінгх. Засноване у 1896 році за часів британської колонізації, місто було комерційним центром для земель, які нещодавно почали оброблятися. Годжра відоме своїм «манді» (ринком) для комерційних культур. Згідно з переписом населення 2017 року, це 50-те найбільше місто Пакистану за чисельністю населення.

## Історія

### До незалежності
Місто названо на честь племені Ґуджар, яке є найбільшим племенем у цьому районі.
Місто Годжра було засноване у 1896 році, коли почалася колонізація Фейсалабаду. Залізнична лінія між Фейсалабадом і Годжрою була прокладена у 1899 році. У 1904 році місто отримало статус нотифікованого районного муніципалітету, а у 1925 році було підвищено до муніципалітету класу В. У 1906 році населення становило 2 589 осіб.
Згідно з «The Imperial Gazetteer of India» «бізнес на цьому зростаючому залізничному ринку, який виник за останні шість років завдяки продовженню Ченабського каналу до навколишньої країни, чесно конкурує за важливістю з самим Фейсалабадом».
У 1919 році, після прийняття закону Роулетта, по всьому Пенджабу спалахнули хартали (страйки). Годжра була зачеплена серйозними протестами, і члена британського Церковного місіонерського товариства довелося виводити з міста лояльним жителям.

### Після здобуття незалежності
У серпні 1947 року Індія та Пакистан здобули незалежність. Після швидкого виведення британських військ почалися заворушення і місцеві зіткнення, що призвели до загибелі приблизно одного мільйона цивільних осіб, особливо в західному регіоні Пенджабу. Годжра, що знаходилася у регіоні провінції Пенджаб, який став Західним Пакистаном, була заселена індусами та сикхами, які мігрували до Індії, тоді як мусульманські біженці з Індії натомість оселилися в цьому районі.
Після здобуття незалежності від Великої Британії, у 1960 році місто зважаючи на його зростаючий розмір, було оголошене муніципальним комітетом 2 класу. 1 липня 1982 року Годжру було підвищено до статусу адміністративного центру техсілю і приєднано до новоствореного округу Тоба-Тек-Сінгх. Після запровадження Плану передачі повноважень, 12 серпня 2001 року було створено муніципальну адміністрацію міста Годжра (Tehsil Municipal Administration Gojra).

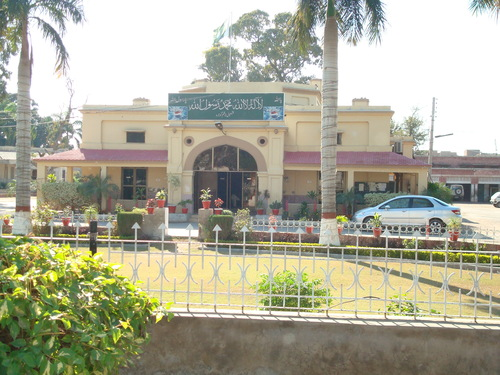
Будинок цивільної адміністрації

## Культура

### Фестивалі
З приходом весни в березні відбувається щорічний фестиваль «Ранґ-і-Бахар», під час якого Управління парків і садівництва муніципального комітету Годжри організовує виставку квітів у Громадському клубі в Годжрі.

## Освіта

### Приватні інститути
У місті 344 державні заклади початкової та вищої середньої освіти.

## Спорт
Годжра виховала понад сотню гравців для хокейної збірної Пакистану. У 2015 році місцевий хокейний клуб «Годжра» виграв хокейний турнір серед гравців віком до 19 років, присвячений пам'яті Джата Тар Сінгха. Цей гучний турнір проходив в Індії, де команда міста Годжра знову змагалася з найкращими індійськими хокейними командами U19 і виграла чемпіонат. Команда Годжри здобула цей титул, перемігши Академію Амрітсара з рахунком 4:2 на хокейному стадіоні Лудхіани.
У крикеті Ехсан Аділ з Годжри представляв команду «Фейсалабадські вовки», команду з крикету «Хабіб Банк Лімітед» та збірну Пакистану з крикету до 19 років. Він був відібраний до складу випробувальної групи Пакистану для поїздки до Південної Африки в лютому 2013 року.

## Відомі особистості
- Рана Мухаммад Акрам Хан, колишній голова ради адвокатів Пенджабу.
- Ехсан Аділь — гравець у крикет.
- Абдул Кадір Алві — політик.
- Тарік Імран — хокеїст.
- Мухаммад Ірфан — хокеїст.
- Мухаммад Ісхак — колишній член Національної асамблеї Пакистану.
- Чаудхарі Халід Джавед — член Національної асамблеї Пакистану.
- Мехак Малік — танцівниця та актриса.
- Мухаммад Надім — хокеїст.
- Мухаммад Касім — хокеїст і колишній гравець Олімпійських ігор.[15]
- Імран Шах — хокеїст.
- Тахір Заман — хокеїст, колишній гравець Олімпійських ігор, володар нагороди Pride of Performance Award 1994 року.[16]